# Palaeohydrobiosis siberambra
Palaeohydrobiosis siberambra is een fossiele soort schietmot uit de familie Hydrobiosidae.